# Flachbärlappe
Die Flachbärlappe (Diphasiastrum, früher Diphasium) sind eine Gattung von Bärlappgewächsen, die auch oft in die Gattung der Bärlappe (Lycopodium) eingegliedert werden.

## Beschreibung
Genau wie die Bärlappe zeigen die Flachbärlappe eine Differenzierung des Sprosses in eine meist oberirdisch kriechende Hauptachse und mehr oder weniger aufsteigende, kürzere, bei vielen Arten stark verzweigte Seitenäste. Die Verzweigung der Sprosse ist dabei wie in der Gattung Lycopodium.
Im Gegensatz zu den Vertretern der Gattung Lycopodium hat diese Gruppe nur schuppenförmig reduzierte, bis vielleicht 2 mm lange Laubblätter, die zwar im Prinzip noch spiralig um den Stängel angeordnet sind, dabei aber meist zwei oder vier Orthostichen bilden, wodurch die Sprosse im Querschnitt quadratisch bis abgeflacht sind. Daher kommt auch der Name der Gattung.
Wie bei den Lycopodium-Arten befinden sich die Sporophylle in deutlich abgesetzten ähren- oder keulenförmigen, endständigen Abschnitten. Sie sind deutlich verschieden von den Laubblättern, wenn auch nicht deutlich kleiner.

## Verbreitung
Die meisten der Arten kommen aus den gemäßigten und subarktischen Gebieten und wachsen oft in offenen Wäldern, insbesondere Nadelwäldern, felsigen Abhängen oder in Heiden.

## Systematik und Arten (Auswahl)
Die Gattung wird oft auch als Sektion Complanata in die Gattung Lycopodium eingegliedert, wurde mehrmals aber auch schon wieder ausgegliedert. Eine endgültige Klärung der Frage, ob es sich um eine oder mehrere Gattungen handelt, steht noch aus.
Die Vertreter dieser Gattung bilden häufig Hybride, so dass viele der Arten durch Zwischenformen miteinander verbunden sind, und auch die Frage der Arteinteilung recht schwierig ist. Sogar in Mitteleuropa wurde 1996 noch eine neue Art beschrieben (Diphasiastrum oellgaardii).

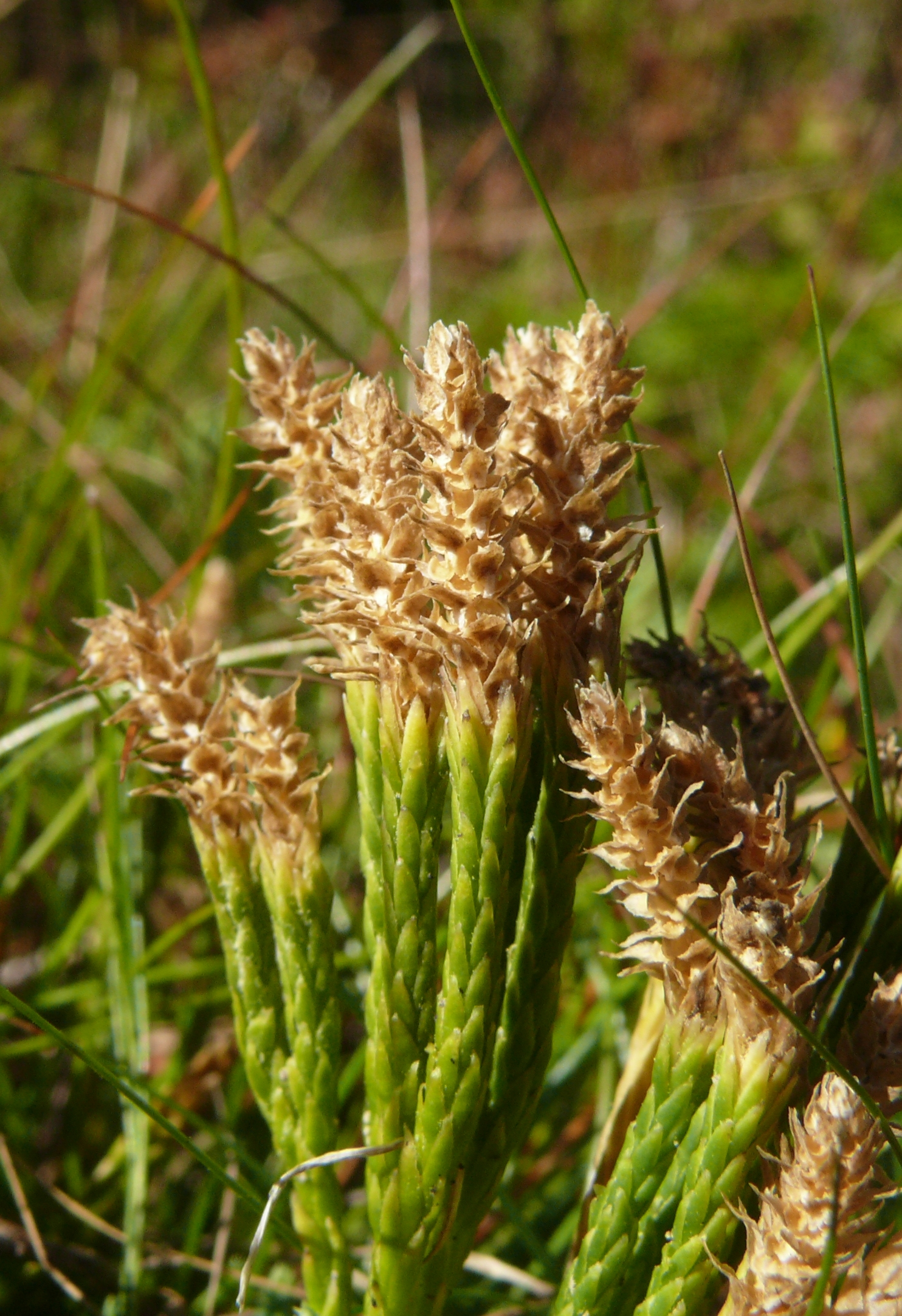
Alpen-Flachbärlapp (Diphasiastrum alpinum)

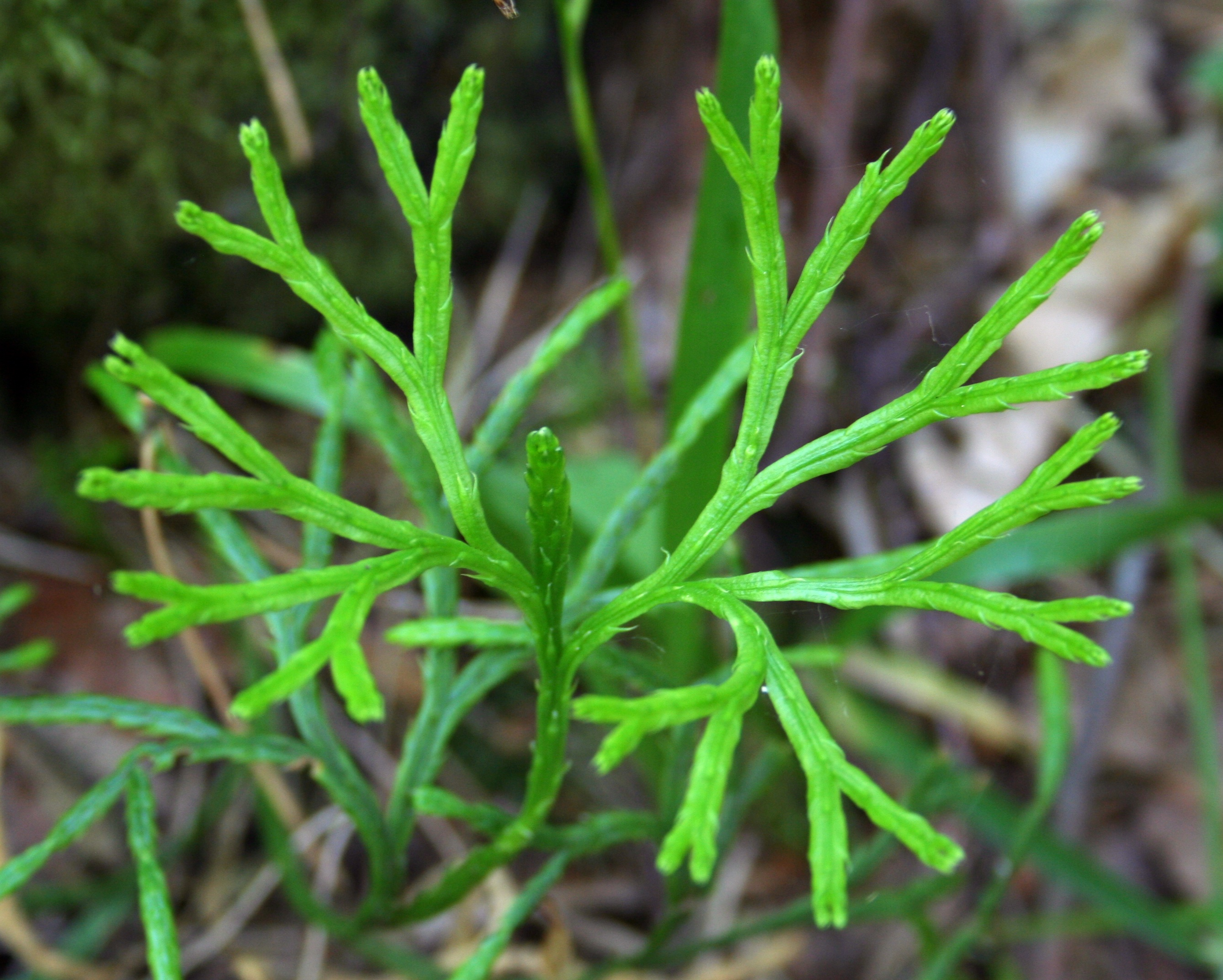
Gewöhnlicher Flachbärlapp (Diphasiastrum complanatum)

Insgesamt besteht die Gattung aus 15 bis 20 Arten, von denen in Mitteleuropa folgende vorkommen:
- Alpen-Flachbärlapp (Diphasiastrum alpinum (L.) Holub = Lycopodium alpinum L.)
- Gewöhnlicher Flachbärlapp (Diphasiastrum complanatum (L.) Holub = Lycopodium complanatum L.)
- Isslers Flachbärlapp (Diphasiastrum issleri (Rouy) Holub = Lycopodium issleri (Rouy) Domin)
- Oellgaards Flachbärlapp (Diphasiastrum oellgaardii Stoor, Boudrie, Jérôme, K.Horn & Bennert = Lycopodium oellgaardii (Stoor et al.) B.Bock)
- Zypressen-Flachbärlapp (Diphasiastrum tristachyum (Pursh) Holub = Lycopodium tristachyum Pursh)
- Zeillers Flachbärlapp (Diphasiastrum zeilleri (Rouy) Holub = Lycopodium zeilleri (Rouy) Greuter & Burdet)

Weitere Arten:
- Diphasiastrum digitatum (Dillenius ex A. Braun) Holub (= Lycopodium digitatum Dillenius ex A. Braun), im östlichen Nordamerika.[1]
- Diphasiastrum madeirense (J. H. Wilce) Holub (= Lycopodium madeirense J.H.Wilce), auf Madeira und den Azoren.[2]
- Diphasiastrum multispicatum (J. H. Wilce) Holub (= Lycopodium multispicatum J.H.Wilce), in Südostasien.[3]
- Diphasiastrum sitchense (Ruprecht) Holub (= Lycopodium sitchense Ruprecht), im borealen Nordamerika, Kamtschatka und Japan.[1]
- Diphasiastrum veitchii (Christ) Holub (= Lycopodium veitchii Christ), in den Gebirgen Süd- und Südostasiens.[3]
- Diphasiastrum yueshanense (C. M. Kuo) Holub (= Lycopodium yueshanense C. M. Kuo), auf Taiwan.[3]